# Paolo Iachvili
Paolo Iachvili, né le 15 août 1892 dans le gouvernement de Koutaïssi et mort le 22 juillet 1937 à Tbilissi, est un écrivain et poète géorgien et un des leaders du mouvement des symbolistes géorgiens.  

## Biographie

### Jeunesse et études
Paolo Iachvili naît à Gagogma Argveti, un village de la municipalité de Sachkeri, près de Koutaïssi, le 15 août 1892. Il commence ses études à Koutaïssi, avant de se rendre à Anapa en 1911 pour poursuivre son enseignement. À partir de 1913, il étudie à Paris à l'École du Louvre.

### Carrière littéraire
Dès 1911, il fait paraître ses œuvres dans des journaux comme Kolkhida. Après son retour en Géorgie en 1915, il devient l'un des cofondateurs et idéologues du groupe symboliste géorgien de Koutaïssi, Cornes bleues, et fonde en 1916 le magazine littéraire Tsisperi Qantsebi (Blue Horns). Au début des années 1920, Iachvili, « brillant, poli, culturel, amusant, européen et beau », tel que décrit par son ami et traducteur Boris Pasternak, émerge comme un chef de file de la poésie postsymboliste et expérimentale géorgienne.
Il aurait eu pour compagne Elene Dariani, qu'il aurait aidé, selon certains critiques, à écrire le cycle Dariani, une série de 14 poèmes érotiques. En 2013, une exposition du Musée littéraire géorgien intitulée « The Woman behind Paolo » souligne le rôle de la poétesse dans la carrière de Iachvili.

### Prise de pouvoir soviétique en Géorgie
L'apogée du mouvement symboliste géorgien a lieu sous la république démocratique de Géorgie, de 1918 à 1921. Après cette date, l'URSS prend le contrôle du pays et impose des règles strictes aux artistes, sous peine de leur répondre avec « le langage des balles ». En 1924, durant le soulèvement géorgien contre la domination soviétique, le frère cadet de Paolo iachvili est exécuté par les troupes soviétiques qui répriment le mouvement. Selon son ami et mentor en exil Grigol Robakidze, il cache cependant cette nouvelle à sa mère, continuant à lui écrire des lettres en se faisant passer pour son frère décédé. 
À partir de 1927, il est membre du Conseil de Tbilissi. 
En 1931, le groupe des Blue Horns est dissout et n'a plus d'activité littéraire. En 1934, Paolo Iachvili participe, aux côtés de deux autres anciens poètes du groupe (Titsian Tabidze et Nikolo Mitsichvili) au Premier congrès des écrivains soviétiques (en), qui proclame le réalisme socialiste comme doctrine officielle de la littérature soviétique. Cependant, les écrivains géorgiens sont rejetés par les autres auteurs soviétiques, qui les voient comme une « école bourgeoise-décadente ». Pour tenter de s'intégrer, ils écrivent des textes poétiques à la gloire Staline, ce qui donne naissance à la « Staliniana », un mouvement de glorification du dirigeant soviétique à travers la poésie. 

### Fin de vie

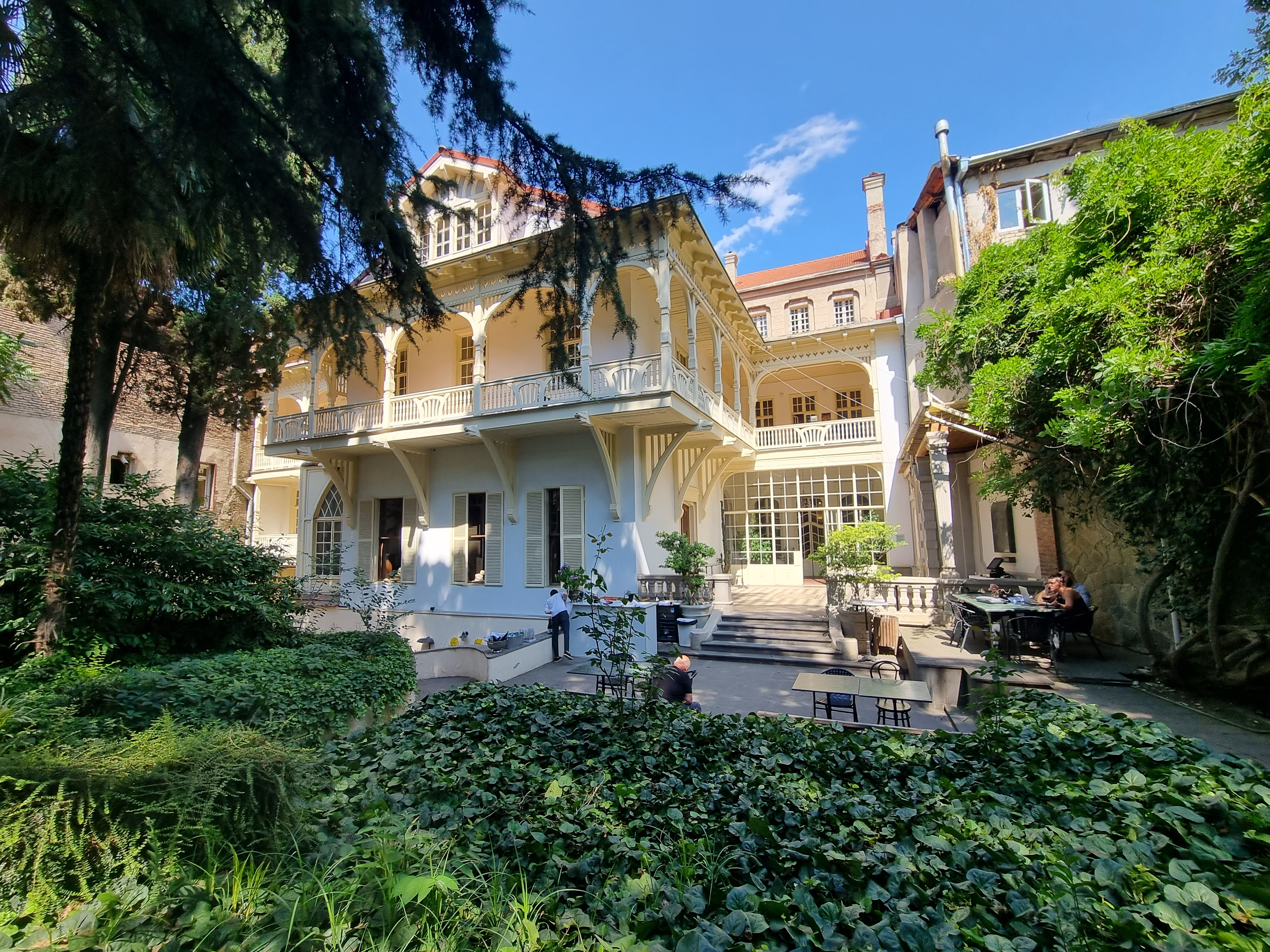
La Maison des écrivains de Géorgie, siège de l'Union des écrivains géorgiens, abritant aujourd'hui le Musée des écrivains réprimés.

À partir du milieu des années 1930, la répression soviétique touche les amis de Paolo Iachvili. Titsian Tabidze et Nikolo Mitsichvili sont arrêtés et condamnés à mort. Cela affecte profondément Paolo Iachvili, qui ne peut pas supporter la pression des interrogatoires de la police secrète, qui le somment de dénoncer ses amis. Le 22 juillet 1937, il se suicide avec un fusil dans le bâtiment de l'Union des écrivains géorgiens, en plein milieu d'une réunion de l'organisation. Il laisse une lettre d'adieux à destination de sa famille. 
L'Union des écrivains géorgiens, six jours après sa mort, le qualifie de « paria, traître et mercenaire ». Son geste est désigné par les autorités soviétiques comme un acte de « hooliganisme ». Ils font passer Iachvili pour un « espion démasqué et ennemi du peuple » et Lavrenti Beria interdit toute cérémonie funéraire. L'ancien poète des Blue Horns Kolau Nadiradze désobéït et organise une cérémonie ; son courage aurait impressionné Beria qui lui aurait laissé, pour cette raison, la vie sauve. 
Il est enterré au cimetière de Vaki, à Tbilissi. En 1955, son corps est transféré au Panthéon de Didube. Il est honoré et son parcours est commémoré au Musée des écrivains réprimés, dans l'ancien siège de l'Union des écrivains géorgiens à Tbilissi.

## Récompenses et distinctions
- Récipiendaire de l'ordre du Drapeau rouge du Travail